# Суртур
Суртур (англ. Surtur) — вигаданий персонаж, що з'являвся на сторінках коміксів, виданих американським видавництвом Marvel Comics. Зазвичай, зображується як ворог Тора, бога грому. Суртур заснований на полум'яному велетні Сурті з германо-скандинавської міфології. Творцями суперлиходія є Стен Лі, сценарист, і Джек Кірбі, художник. Перша поява Суртура — комікс «Journey into Mystery» #97 (жовтень 1963). Персонаж був одного разу підписаний як один з «Десяти найстрашніших ворогів Могутнього Тора». 
Суртур з'являвся в численних адаптаціях про Тора поза коміксами. Цей персонаж з'явився у фільмі, що є частиною кіновсесвіту Marvel, «Тор: Раґнарок» (2017), де рухи персонажа виконував Тайка Вайтіті, а голос — Кленсі Брауном. Браун повторив свою роль Суртура в анімаційному серіалі «А що як...?» (2021) від стрімінгового сервісу Disney+, де представлена альтернативна версія цього персонажа.

## Історія публікації
Суртур був адаптований з персонажа германо-скандинавської міфології полум'яного велетня, на ім'я Сурт, Стеном Лі та Джеком Кірбі. Новостворена істота дебютувала в коміксі «Journey into Mystery» #97 (жовтень 1963).

## Зброя
- Сутінкове лезо (присутня також назва Лезо Долі)[2]
- Вічне полум'я (присутня також назва Вічне полум'я знищення)

## Огляди
У 2022 році вебсайт CBR склав список десяти найсильніших супротивників Чорного лицаря, де Суртура призначили на п'яте місце.

## Поза коміксами

### Телебачення
- Суртур з'явився в мультсеріалі «Людина-павук та його дивовижні друзі», в епізоді «Помста Локі».
- Суртур з'явився в мультсеріалі «Месники: Встав текст», в епізоді «Помста» та «Балада про Бету Рей Білла», де його озвучив Рік Д. Вассерман[4].
- Суртур з'явився в мультсеріалі «Месники: Всі разом!», в епізоді «Нічний орел».

### Кіно

#### Кіновсесвіт Marvel
- Суртур з'являється у повнометражному фільмі кіновсесвіту Marvel «Тор: Раґнарок», знятому Тайкою Вайтіті[5] та озвученому Кленсі Брауном.[4][6][7] Він ув'язнює Тора у своєму лігві в Муспельгеймі та виявляє, що Одіна немає в Асґарді, де Суртур планує об'єднати свою корону з Вічним полум'ям, щоб викликати Раґнарок і знищити Асґард. Хоча Тор перемагає Суртура і тікає зі своєю короною, пізніше Тор розуміє, що викликати Раґнарок — єдиний спосіб перемогти Гелу, тому він доручає Локі воскресити Суртура, що дозволить демону вогню досягти успіху в його планах і вбити Гелу, поки Тор, Локі та аси рятуються втечею.
- В альтернативній часовій лінії Суртур з'являється в епізоді «А що як...?» мультсеріалу Disney+ «А що як... Тор був би єдиною дитиною?» знову озвучений Кленсі Брауном[8].

### Відеоігри
- Суртур з'явився з невеликим камео у відеогрі «Marvel Ulitame Alliance».
- Суртур з'явився у відеогрі «Thor: God of Thunder»[9], де його озвучив Рік Д. Вассерман[4].
- Суртур з'явився у відеогрі «Marvel Heroes» як фінальний бос. Суртур з'явився у відеогрі «Marvel Avengers Alliance» як бос.
- Суртур з'явився у відеогрі «Lego Marvel Super Heroes 2» як ігровий персонаж і бос.
- Суртур з'явився у відеогрі «Marvel: Future Fight» як бос.
- Суртур з'явився у відеогрі «Marvel Ultimate Alliance 3: The Black Order», де його озвучив Джеймісон Прайс[4].